# Dmitrij Ljulin
Dmitrij Ivanovič Ljulin (in russo Дмитрий Иванович Люлин?; 2 dicembre 1934) è un ex schermidore sovietico, vincitore di una medaglia d'oro ed una di bronzo ai campionati mondiali di scherma.